# Алианс за опазване на амурските тигри и леопарди
Алиансът за опазване на амурските тигри и леопарди (на руски: Альянс по сохранению амурских тигров и леопардов; на английски: Amur Leopard and Tiger Alliance, съкратено: ALTA) е обединение на тринадесет неправителствени организации от Русия и други държави, създадено през 1996 година за съхраняване на амурския (сибирския) тигър и амурския леопард в естествената им среда в руския Далечен изток и Северен Китай.

## Състав
В Алианса влизат организациите Фонд „Тигри на ХХІ век“ (Великобритания), Фонд на Дейвид Шепърд (Великобритания), Фонд „Амур“ (Великобритания, Русия), Фонд „Феникс“ (Русия), Зоопарк на Хелзинки (Финландия), Зоопарк на Минесота (САЩ), Московски зоопарк, Лондонско зоологическо общество, Уайлдлайф Ветс Интернешънъл (Великобритания), Фонд „Тигрис“ (Холандия) и други.

## Дейност

### Защита от бракониери
Бракониерството е една от преките заплахи за изчезването на амурския леопард и тигър. През 1998 г. е създадена мобилна група срещу бракониерството, която е оборудвана с техника. Групата е петчленна с куче. На разположение е през цялото денонощие и полага усилия в предотвратяване на бракониерството не само на дивите котки, но и на техните потенциални жертви. От 2002 г. насам представители на алианса са конфискували повече от 400 огнестрелни оръжия, пет кожи от леопард или тигър, а така също е подала около 40 сигнала за започване на наказателно производство.

### Компенсации на населението за убит добитък
Особени усилия се полагат в компенсиране на жертвите нанесени от хищните котки в еленовъдните паркове. Тук се дават най-много жертви от страна на леопардите и тигрите, които са убивани от разгневени стопани.

### Пропаганда
Организацията залага на обществено ограмотяване и образоване на младото население в Приморския край, за да спечели подкрепа за своята кауза. Редовно се организират обществени прояви, целящи масовост и заинтересованост на населението към изчезващите животни. Интересен факт е, че амурският леопард е известен в цял свят, докато в същото време местното население не знае почти нищо за него. Алиансът лобира за създаване на охранителна полиция и законодателство в защита на амурските леопарди и тигри.

### Защита от горски пожари
Усилията на Алианса са насочени основно в опазването от умишлени пожари на резервата Кедровая Пад. Ежегодно възникват пожари, обхващащи около 7% от неговата територия. Създадени и обучени са оборудвани групи за реагиране при пожари. Изграждат се и защитни предпазни пояси около резервата.

### Наблюдение на популацията
Алиансът прилага два основни метода на наблюдение на леопардите в природата. При традиционния метод се прави изследване на следите, оставени от котките в снега и маркираните от тях участъци. При съвременния метод се използват т.нар. „фотокапани“, посредством които се осъществява заснемане на леопарди, преминаващи покрай заложени камери. По този начин се създават условия за индивидуално опознаване на леопардите и проследяване на устойчивостта на популацията.
Програмата на Московския зоопарк включва изследване на съвременното състояние на популацията на тигъра в природата.

### Екологично и биомедицинско изследване
През 2006 г. Алиансът започва изпълнението на петгодишен проект за изследването на амурския леопард в Приморския край. Целта на проекта е да се събере подробна екологична и биомедицинска информация, нужна за възстановяване на популацията на леопарда. Дейностите включват улавяне на леопарди с цел събиране на проби за генетичен и медицински анализ. Този проект ще помогне да се определят:
- Основните фактори на смъртност при леопардите. Наблюденията показват, че леопардите имат високи нива на смъртност, но причините за това са неизвестни.
- Репродуктивния успех и риска от инбрийдинг. По този начин биха могли да бъдат своевременно открити проблеми от генетично естество.
- Географските коридори, през които преминават леопардите между Русия и Китай, както и потенциалните коридори на движение в Русия. Това ще бъде ценна информация при евентуално въвеждане на индивиди в нови местообитания.
- Връзката между амурски тигри и леопарди. Знае се, че териториите им се припокриват, но е нужно да се разбере как се конкурират за храна и какви са реакциите им при непосредствени срещи.

### Програми за развъждане в неволя
Една от основните задачи на зоопарковете членове на алианса е да съхранят генетичното разнообразие на двата подвида както в изкуствена среда на обитание, така и в популациите им в природата.